# Хайленд-Бич (Мэриленд)
Хайленд-Бич (англ.  Highland Beach ) — город в округе Анн-Арандел в штате Мэриленд США.

## Описание
Согласно переписи 2020 года, население составляло 118 человек. Город был основан в конце XIX века состоятельными афроамериканцами из Вашингтона, округ Колумбия, и Балтимора, которые искали летнее убежище на Чесапикском заливе. Статус города давал ему уникальное положение, позволяя содержать собственную полицию. Среди знаменитостей, у которых там были дома, были историк и писатель Алекс Хейли, актёр и комик Билл Косби и чемпион по теннису Артур Эш. Названия улиц в городе: Краммелл, Данбар, Хенсон, Огаста, Дугласс, Лэнгстон и Вашингтон были выбраны в честь известных афроамериканцев.
Город был основан летом 1893 года майором Чарльзом Ремондом Дугласом (сыном Фредерика Дугласа) и его женой Лорой после того, как их не пустили в ресторан на близлежащем курорте Бэй-Ридж из-за их расы. Чарльз Дуглас был отставным военным офицером во время Гражданской войны в США. Получив отказ, майор Дугласс решил купить прибрежную недвижимость прямо к югу от Бэй-Ридж и продать участки семье и друзьям.

## Население
| 2010 | 2020 |
| ---- | ---- |
| 96   | ↗118 |